# Grupo de noticias
Los grupos de noticias (newsgroups en inglés) son un medio de comunicación dentro del sistema Usenet en el cual los usuarios leen y envían mensajes textuales a distintos tablones distribuidos entre servidores con la posibilidad de enviar y contestar a los mensajes. 
El sistema es técnicamente distinto, pero funciona de forma similar a los grupos de discusión de la World Wide Web. Como esta misma, como el correo electrónico y la mensajería instantánea, los grupos de noticias funcionan a través de internet. ejemplo:
Hay programas cliente para leer y escribir a grupos de noticias, generalmente integrados con un programa cliente de correo electrónico. Los mensajes suelen ser temáticos y el tráfico es enorme, por lo que solo aparecen los mensajes más recientes. Algunos grupos de noticias son moderados.
Hay ocho jerarquías principales, cada una dedicada a discusiones sobre un tipo de temas:
- comp.*: Temas relacionados con las computadoras.
- news.*: Discusión del propio Usenet.
- sci.*: Temas científicos.
- humanities.*: Discusión de humanidades (como literatura o filosofía).
- rec.*: Discusión de actividades recreativas (como juegos y aficiones).
- soc.*: Socialización y discusión de temas sociales.
- talk.*: Temas polémicos, como religión y política.
- misc.*: Miscelánea (todo lo que no entre en las restantes jerarquías).
- alt.*: Salió como alternativa a talk, pero es usada por los usuarios P2P.

- Datos: Q657881
- Multimedia: Usenet / Q657881